# Savanna, Illinois
Savanna là một thành phố thuộc quận Carroll, tiểu bang Illinois, Hoa Kỳ. Năm 2010, dân số của thành phố này là 3062 người.

## Dân số
Dân số qua các năm:
- Năm 2000: 3542 người.
- Năm 2010: 3062 người.